# Liste der Bürgermeister von Lennep 1413–1806

Bürgermeister Engelbert ter Laen 1550/55

Jakob Tuckermann, 1550 Bürgermeister?

Diese Liste führt die Bürgermeister von Lennep für die Jahre 1413 bis 1806.
Lennep war neben Düsseldorf, Ratingen und Wipperfürth eine der sogenannten „Hauptstädte“ im ehemaligen Herzogtum Berg. Diese vier Städte waren berechtigt, je zwei Abgeordnete in den bergischen Landtag zu Düsseldorf zu entsenden. Diese acht Personen bildeten die Städtekurie (neben der Kurie der Ritterschaft) des bergischen Landtags, der bis zum Ende des Ancien Régime ca. 1806 wichtige Rechte, z. B. das der Steuerbewilligung, behaupten konnte. Ein Veto der Städtekurie konnte jeden Landtagsbeschluss blockieren. Fast immer war der jeweilige Bürgermeister einer der beiden städtischen Deputierten. Er stammte durchweg aus einer der wenigen, über Generationen hinweg führenden Ratsherrenfamilien der vier bergischen Hauptstädte, die im 15. und 16. Jahrhundert die wirtschaftliche und – neben dem Adel – die politisch führende Schicht im Herzogtum Berg bildeten.
Die Amtszeit der Lenneper Bürgermeister betrug bis 1806 jeweils ein Jahr, anschließend war er ein Jahr lang Vorsitzender des städtischen Schöffengerichts. Dem Stadtrat gehörten der Bürgermeister, zehn Ratsmitglieder (als „Ratsschöffen“ auch Mitglieder des Stadtgerichts) und der Stadtrichter an, im 16. Jahrhundert auch vier „Gerichtsmänner“ der Außenbürgerschaft.
Während die Listen für Düsseldorf und Ratingen für das 16. bis 18. Jahrhundert weitgehend vollständig sind, weist die Liste der Bürgermeister von Wipperfürth und Lennep wegen der sehr schlechten Quellenlage bislang noch große Lücken auf, die durch weitere Forschungen zu ergänzen sind.

## Liste

Siegel des Gottfried von der Hagen, 1516 Bürgermeister zu Lennep

Siegel des Peter Panzer, 1544 Schöffe zu Lennep

Siegel des Andreas auf der Trappen, 1544 Schöffe zu Lennep

Siegel des Gottfried Düssel, 1583 Richter zu Lennep

Siegel des Peter Hölterhoff, 1612 Richter zu Lennep

Siegel des Arnold Düssel, 1625 Schöffe zu Lennep

Siegel des Melchior Moll, 1634 Schöffe zu Lennep

Siegel des Peter ter Laen, 1661 Richter zu Lennep

Siegel des Hans Christian Bergefdld, 1664 Schöffe zu Lennep

Siegel des Peter Bucholz (Sohn des Wilhelm B.), 1725 Schöffe zu Lennep

Siegel des Engelbert Strohn, 1725 Schöffe zu Lennep

Siegel des Johann Daniel von Polheim, 1781 Schöffe zu Lennep

Siegel des Johann Arnold Hardt, 1781 Schöffe zu Lennep

- 1413 Ludwig Remelinckrode
- 1451 Johann Düssel
- 1468 Peter Dussel[4]
- 1469 Wolber van Stursberch[4]
- 1470 Hannes Halbecker[4]
- 1487 Hans Halbecker
- 1504 Engelbert Hölterhoff
- 1513 Johann Boyckmann

- 1516 Gottfried von der Hagen
- 1519 Heyman ter Laen[5]
- 1533 Heyman ter Laen[5]
- 1535 Hermann Caspar
- 1539 Heyman ter Laen[5]
- 1550 Jacob Tuckermann[6]
- 1551 Engelbert ter Laen

- 1552 Peter Pantzer
- 1558 Engelbert ter Laen
- 1563 Gottfried Nippel
- 1566 Engelbert ter Laen
- 1571 Hermann Klingenthal

- 1576 Johann auf der Trappen[7]
- 1577 Kaspar Biermann[8]

- 1582 Gottfried Düssel[9]
- 1583 Kaspar Henckel[10]
- 1584 Peter Frowyn
- 1586 Gottfried Düssel
- 1588 Gottfried Düssel
- 1589 Arndt in der Smitten[11]
- 1590 Hermann Frowyn
- 1592 Gottfried Düssel[12]
- 1606 Johann Polman[13]
- 1608 Engel Bohning[14]
- 1610 Claus Portmann[15]

- 1611 Peter Hölterhoff[16]
- 1612 Arnold Düssel[17]
- 1613 Johann Polman[18]
- 1618 Peter Hölterhoff
- 1619 Engel Bohning
- 1624 Engel Bohning[19]
- 1625 Engelbert ter Laen[20]

- 1626 Arnold Düssel[21]
- 1633 Johann Hölterhoff

- 1638 Melchior Moll
- 1652 Peter Hölterhoff
- 1654 Melchor Moll
- 1655 Johann Frielinghaus

- 1656 Peter ter Laen
- 1657 Hermann Münster
- 1658 Peter Hamacher
- 1659 Peter Ringel
- 1660 Peter Jäger
- 1661 Peter Hölterhoff
- 1662 Peter Moll
- 1663 Ambrosius Strohn
- 1664 Peter Ringel
- 1665 Peter ter Laen
- 1666 Peter Jäger
- 1667 Peter Hölterhoff
- 1668 Johann Frielinghaus
- 1669 Ambrosius Strohn
- 1670 Peter Moll
- 1671 Peter Holterhoff
- 1672 Wilhelm Bucholz
- 1673 Ambrosius Strohn
- 1674 Johann Frielinghaus
- 1675 Peter Jäger
- 1676 Wilhelm Bucholz
- 1677 Peter Spielberg
- 1678 Ambrosius Strohn
- 1679 Melchoir Harth
- 1680 Wilhelm Bucholz
- 1681 Christian bergfeld
- 1682 Ambrosius Strohn
- 1683 Caspar Hamacher
- 1684 Daniel Karthaus

- 1685 Hans Christian Bergfeld
- 1686 Caspar Windgassen
- 1687 Wilhelm Bucholz
- 1688 Peter Moll
- 1689 Caspar Hamacher
- 1680 Christian Bergfeld
- 1691 Johann Jäger
- 1692 Arnold Moll
- 1693 Peter Moll
- 1694 Daniel von Münster
- 1695 Johann Schlosser
- 1696 Johann Christian Bergfeld
- 1697 Johann Wilhelm Strohn
- 1698 Arnold Moll
- 1699 Peter Moll
- 1700 Johann Daniel Harth
- 1701 Johann Christian Bergfeld
- 1702 Caspar Hölterhoff
- 1703 Peter Moll
- 1704 ?
- 1705 Johann Schlosser
- 1706 Johann Daniel Harth
- 1707 Johann Christian Bergfeld

- 1708 Peter Bucholz
- 1709 Peter Caspar Spielberg
- 1710 Caspar Holterhoff
- 1711 Johann Jäger
- 1712 Peter Bucholz
- 1713 Peter Caspar Spielberg
- 1714 Peter Moll
- 1715 Melchior Hackenberg
- 1716 Melchior Jäger
- 1717 Peter Caspar Spielberg
- 1718 Daniel Bergfeld
- 1719 Peter Bucholz
- 1720 Caspar Hölterhoff
- 1721 Caspar Ringel

- 1722 Engelbert Strohn
- 1723 Daniel Berghaus
- 1724 Peter Bucholz
- 1725 Caspar Ringel
- 1726 Wilhelm Engelbert Moelmann
- 1727 Engelbert Strohn
- 1728 Melchior Jäger
- 1729 Peter Moll
- 1730 Johann Peter Moll
- 1731 Gottfried Hamacher
- 1732 Peter Caspar Spielberg
- 1733 Engelbert Strohn
- 1734 Peter Moll
- 1735 Peter Bucholz
- 1735 Arnold Tuckermann
- 1736 Peter Bucholz
- 1737 Wilhelm Engelbert Moelmann
- 1739 P. A. Polheim
- 1740 Melchior Hackenberg
- 1741 Engelbert Wilhelm Moelmann
- 1742 Engelbert Strohn
- 1743 Arnold Tuckemann
- 1744 Gottfried Hamacher
- 1747 … Strohn
- 1748 Gottfried Hamacher
- 1751 Melchior Hardt
- 1752 Gottfried Wuelfing
- 1753 Peter Caspar Spielberg
- 1754 Johann Daniel Hölterhoff
- 1755 Melchior Hardt
- 1756 Johann Daniel Moll
- 1757 Peter Wuelfing
- 1760 Daniel Moll
- 1762 Johann Arnold Tuckermann
- 1767 Melchior Jardt
- 1774 Matthias Strohn
- 1775 Johann Wilhelm Paas
- 1786 Melchior Bucholz

- 1787 Johann Daniel von Polheim
- 1790 Melchior Strohn
- 1791 … von Polheim
- 1797 Franz Hasselkus
- 1798 Melchior Bucholz
- 1799 Johann Wilhelm Paas
- 1801 Peter Wüelfing
- 1802 Peter Carl Moll
- 1803 Peter Schuermann
- 1804 M. Bucholz
- 1805 Peter Hencke

- 1806 Johann Arnold Hardt